# Vannellida
Die Vannellida sind eine Gruppe von amöbenartigen Einzellern und gehören zu den Amoebozoa.

## Merkmale
In Bewegung besitzen die Amöben eine abgeflachte, fächer- bis spatelartige Form. Echte Pseudopodien oder Subpseudopodien kommen nicht vor, das vorn gelegene Hyaloplasma reicht bis zur Hälfte der Zelle. Das rückwärtig gelegene Granuloplasma ist in einer Art „Buckel“ konzentriert, der über das Substrat hinaus reichen kann.
Die Zellhülle ist unterschiedlich aufgebaut: eine Schicht aus hexagonalen, prismatischen Strukturen bei Platyamoeba, aus kurzen Glycostylen (komplexe, flexible Strukturen an der Zelloberfläche) bei Clydonella und Lingulamoeba. Bei Vannella finden sich fünfeckige Glykostyle mit oder ohne einfache Filamente. Mindestens ein Taxon bildet Sporokarpe und ist protosteloid, ähnelt also Vertretern der Gattung Protostelium.

## Systematik
Die Vannellida enthalten folgende Gattungen:
- Clydonella
- Lingulamoeba
- Pessonella
- Platyamoeba
- Vannella
- Ripella
- Protosteliopsis mit nur einer Art

- Protosteliopsis fimicola

Einige Gattungen stehen incertae sedis innerhalb der Gruppe:
- Discamoeba
- Unda

## Nachweise
1. 1 2 3 4  Adl, S. M., Simpson, A. G. B., Lane, C. E., Lukeš, J., Bass, D., Bowser, S. S., Brown, M. W., Burki, F., Dunthorn, M., Hampl, V., Heiss, A., Hoppenrath, M., Lara, E., le Gall, L., Lynn, D. H., McManus, H., Mitchell, E. A. D., Mozley-Stanridge, S. E., Parfrey, L. W., Pawlowski, J., Rueckert, S., Shadwick, L., Schoch, C. L., Smirnov, A. and Spiegel, F. W. (2012), The Revised Classification of Eukaryotes. Journal of Eukaryotic Microbiology, 59: 429–514. doi:10.1111/j.1550-7408.2012.00644.x.